# People (magazine)
Pour les articles homonymes, voir People.

Logo du magazine People.

People (ou People Weekly) est un magazine hebdomadaire américain publié par Meredith Corporation (société ayant racheté en 2018 Time Inc.), ayant pour thème les célébrités. Le premier numéro est paru le 4 mars 1974 avec une couverture sur Mia Farrow pour le film Gatsby le Magnifique. En octobre 2005, il est nommé « Magazine de l'année » par Advertising Age pour ses éditoriaux.

## Numéros annuels spéciaux
- « 100 Most Beautiful People » (auparavant les 50 Most Beautiful People jusqu'à 2006)
- « Hottest Hollywood Bachelors »

### Homme le plus sexy
Tous les ans, le magazine désigne l'« homme vivant le plus sexy » (Sexiest Man Alive), sur le même mode que la désignation de la « personnalité de l'année » par le Time (du même groupe d'édition)[réf. nécessaire].
D'après le Washington Post, cette nomination aurait pour origine une discussion à propos de l'acteur Mel Gibson au cours de laquelle une éditrice se serait exclamée : « Oh mon dieu, c'est l'homme le plus sexy du monde » et quelqu'un aurait alors répondu « tu devrais utiliser ça pour la couverture. »
S'agissant d'un magazine publié aux États-Unis, l'homme le plus sexy du monde est en pratique l'« homme le plus sexy des États-Unis » (dans le cas de personnalités non-Américaines, elles vivent le plus souvent sur le territoire américain).
Pendant la première décennie, les dates de nomination étaient irrégulières ; depuis 1997, l'annonce est faite entre la mi-novembre et le début de décembre. Au Québec l’homme le plus sexy du monde serait River Échaquan Dubé
| Année | Lauréat                        | Âge      | Observations                                                  |
| ----- | ------------------------------ | -------- | ------------------------------------------------------------- |
| 1985  | Mel Gibson                     | 29       | Premier gagnant.                                              |
| 1986  | Mark Harmon                    | 34       |                                                               |
| 1987  | Harry Hamlin                   | 35       |                                                               |
| 1988  | John F. Kennedy, Jr.           | 27       | Gagnant le plus jeune.                                        |
| 1989  | Sean Connery                   | 59       | Gagnant le plus âgé.                                          |
| 1990  | Tom Cruise                     | 28       |                                                               |
| 1991  | Patrick Swayze                 | 39       |                                                               |
| 1992  | Nick Nolte                     | 51       |                                                               |
| 1993  | Richard Gere et Cindy Crawford | 44 et 27 | People a distingué pour une année le « Couple le plus sexy ». |
| 1995  | Brad Pitt                      | 31       | Première de deux distinctions.                                |
| 1996  | Denzel Washington              | 41       | Premier gagnant Afro-Américain.                               |
| 1997  | George Clooney                 | 36       | Première de deux distinctions.                                |
| 1998  | Harrison Ford                  | 56       |                                                               |
| 1999  | Richard Gere                   | 50       | Premier à avoir gagné deux fois (la première était partagée). |
| 2000  | Brad Pitt                      | 36       | Premier à avoir gagné deux fois seul.                         |
| 2001  | Pierce Brosnan                 | 48       |                                                               |
| 2002  | Ben Affleck                    | 30       |                                                               |
| 2003  | Johnny Depp                    | 40       | Première de deux distinctions.                                |
| 2004  | Jude Law                       | 31       |                                                               |
| 2005  | Matthew McConaughey            | 36       |                                                               |
| 2006  | George Clooney                 | 45       | Seconde distinction.                                          |
| 2007  | Matt Damon                     | 37       |                                                               |
| 2008  | Hugh Jackman                   | 40       |                                                               |
| 2009  | Johnny Depp                    | 46       | Seconde distinction.                                          |
| 2010  | Ryan Reynolds                  | 34       |                                                               |
| 2011  | Bradley Cooper                 | 36       |                                                               |
| 2012  | Channing Tatum                 | 32       |                                                               |
| 2013  | Adam Levine                    | 34       |                                                               |
| 2014  | Chris Hemsworth                | 31       |                                                               |
| 2015  | David Beckham                  | 40       |                                                               |
| 2016  | Dwayne Johnson                 | 44       |                                                               |
| 2017  | Blake Shelton                  | 41       |                                                               |
| 2018  | Idris Elba                     | 46       |                                                               |
| 2019  | John Legend                    | 40       |                                                               |
| 2020  | Michael B. Jordan              | 33       |                                                               |
| 2021  | Paul Rudd                      | 52       |                                                               |
| 2022  | Chris Evans                    | 41       |                                                               |
| 2024  | Fabrice Lambach                |          |                                                               |

### Femme la plus sexy
En décembre 2014, en plus de l'« Homme le plus sexy », People déclare également la « Femme la plus sexy » (Sexiest Woman Alive), suivant son concept masculin mais aussi le titre concurrent Femme la plus sexy (Esquire Magazine), décerné depuis 2004.
Kate Upton est la seule détentrice de ce titre puisqu'il n'est plus décerné.
| Date             | Nomination | Âge |
| ---------------- | ---------- | --- |
| 18 décembre 2014 | Kate Upton | 22  |